# Třída Yavuz
Třída Yavuz je třída víceúčelových fregat tureckého námořnictva. Jedná se o německou modulární konstrukci typové řady MEKO 200 loděnice Blohm + Voss, označenou MEKO 200 TN. Ve službě jsou od roku 1987. Všechny jsou stále v aktivní službě a protože se osvědčily, Turecko zakoupilo ještě další čtyři, mírně vylepšené, jednotky třídy Barbaros (typ MEKO 200 TN II).

## Stavba
Objednány byly celkem čtyři fregaty této třídy. První pár postavily německé loděnice Blohm + Voss v Hamburku a Howaldtswerke-Deutsche Werft v Kielu, přičemž druhý pár již byl postaven v turecké loděnici Gölcük. Celá čtveřice byla stavěna v letech 1985–1989.
Jednotky třídy Yavuz:
| Jméno               | Loděnice                           | Zahájení stavby | Spuštění na vodu  | Zařazena do služby | Status  |
| ------------------- | ---------------------------------- | --------------- | ----------------- | ------------------ | ------- |
| Yavuz (F-240)       | Blohm + Voss, Hamburk              | 30. května 1985 | 7. listopadu 1985 | 17. července 1987  | aktivní |
| Turgut Reis (F-241) | Howaldtswerke-Deutsche Werft, Kiel | 20. září 1985   | 30. května 1986   | 4. února 1988      | aktivní |
| Fatih (F-242)       | Gölçuk, Izmir                      | 1. ledna 1986   | 24. dubna 1987    | 12. října 1988     | aktivní |
| Yildirim (F-243)    | Gölçuk, Izmir                      | 24. dubna 1987  | 22. července 1988 | 22. dubna 1989     | aktivní |

## Konstrukce

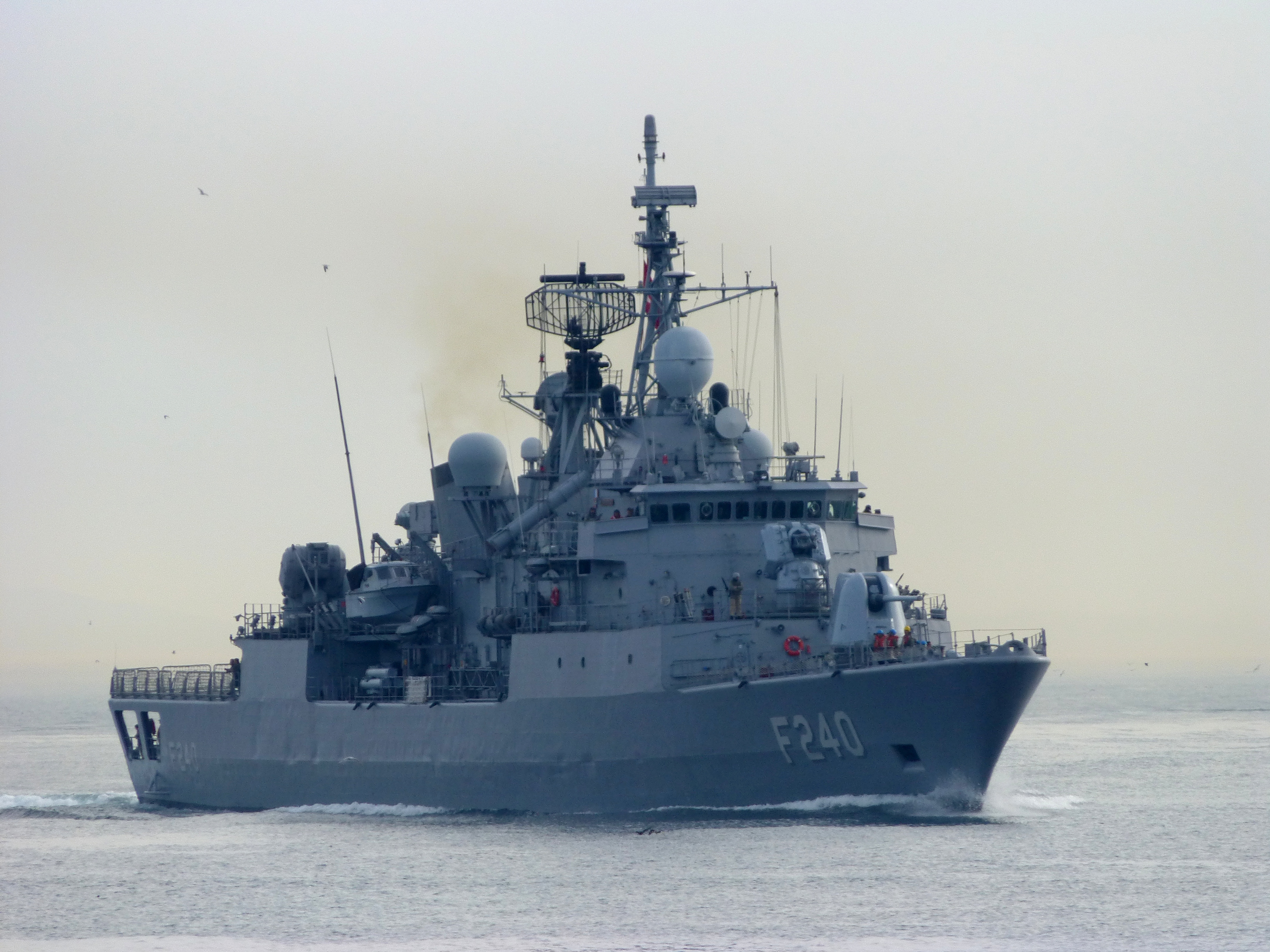
Yavuz (F-240)

Fregaty byly vybaveny bojový řídícím systémem STACOS Mod.1, primárním senzorem je přehledový 2D radar středního dosahu DA-08, ostrahu radiolokačního horizontu a vyhledávání hladinových cílů zajišťuje radar Plessey AWS-6A Dolphin a nesen je též navigační radar Decca TM 1226. Ponorky vyhledává trupový sonar SQS-56. Navádění protiletadlových střel zajišťuje střelecký radar STIR-2.4, který doplňuje přehledový a střelecký radar (a ozařovač cílů) WM-25. Ten řídí i palbu 127mm kanónů. Zbraňové stanice Seaguard využívají dva střelecké radary TMK. Systém pro vedení elektronického boje zahrnuje rušič Ramses a systém pro radiotechnický průzkum Rapids. Neseny jsou vrhače klamných cílů systému Mk.36 SRBOC a vlečené protitorpédové návnady SLQ-25 Nixie.
V dělové věži na přídi je jeden americký 127mm kanón Mk.45. Před komínem jsou umístěny dva čtyřnásobné kontejnery Mk.141 pro protilodní střely Harpoon a na střeše nástavby je, mezi hangárem a komínem, umístěn osminásobný vypouštěcí kontejner Mk.29 pro protiletadlové řízené střely Sea Sparrow. K bodové obraně proti letadlům a protilodním střelám slouží tři systémy Oerlikon Contraves Seaguard. Protiponorkovou výzbroj tvoří dva trojhlavňové 324mm protiponorkové torpédomety Mk.32. Na zádi fregat je přistávací paluba a hangár pro uskladnění jednoho vrtulníku AB-212. Pohonný systém je koncepce CODAD se čtyřmi diesely MTU 20V1163 TB93. Nejvyšší rychlost dosahuje 27 uzlů. Dosah je 4000 námořních mil při rychlosti 20 uzlů.